# The Equalizer (serie de televisión de 2021)
The Equalizer es una serie de televisión de drama criminal estadounidense que fue estrenada en CBS el 7 de febrero de 2021 en la temporada de televisión 2020–21. Esta versión, será producida por Universal Television y CBS Television Studios, y será una nueva versión de The Equalizer y de las películas del 2014 y del 2018. La serie está cocreada por los productores ejecutivos Richard Lindheim, con Michael Sloan, y Queen Latifah, que también protagoniza. John Davis, John Fox, Debra Martin Chase, Andrew Marlowe y Terri Miller también serán productores ejecutivos.
En abril de 2024, la serie fue renovada para una quinta temporada que se estrenó el 20 de octubre de 2024. En mayo de 2025, CBS canceló la serie tras cinco temporadas.

## Sinopsis
La serie sigue la vida de Robyn McCall, una enigmática mujer y madre soltera de su hija adolescente Delilah, con un fondo misterioso que utiliza sus extensas habilidades para ayudar a aquellos que no tienen a dónde acudir, actuando como ángel guardián y defensora de aquellos que no pueden defenderse mientras persigue su propia redención.

## Elenco

### Principales
- Queen Latifah como Robyn McCall (The Equalizer), una madre soltera divorciada que actúa como vigilante de la justicia mientras persigue sus propias venganzas.
- Tory Kittles como Marcus Dante, un inteligente y astuto detective de la policía de Nueva York.
- Adam Goldberg como Harry Keshegian, el esposo de Melody y un maestro hacker que fingió su muerte con la ayuda de Robyn.[4]
- Liza Lapira como Melody «Mel» Bayani, una ex francotiradora de la Fuerza Aérea convertida en dueña de un bar y una amiga de Robyn.
- Laya DeLeon Hayes como Delilah McCall, la hija de 15 años de Robyn.
- Lorraine Toussaint as Viola «Tía Vi» Lascombe, a tía de Robyn, muy sabia y siempre sincera, que vive con Robyn y Delilah.
- Chris Noth como William Bishop (temporadas 1–2), un extravagante ex director de la CIA que dirige su propia empresa de seguridad privada.

### Recurrentes
- Erica Camarano como la Detective Paley (temporada 1; invitada temporada 2), quién trabaja con Dante.
- Jennifer Ferrin como Avery Grafton
- Frank Pando como el Capitán Torres
- Dominic Fumusa como el Detective Ken Mallory (temporada 2)
- Brett Dalton como Carter Griffin (temporadas 2–3)
- Donal Logue como Colton Fisk (temporada 3–presente)

### Invitados
- Lorna Courtney como Jewel Machado, una estudiante universitaria de primera generación y la primera persona a la que Robyn ayuda como The Equalizer.
- Jada Pinkett Smith como Jessie «The Worm» Cook
- Donal Logue como Colton Fisk
- Gloria Reuben como Trish
- Kelly Rowland como Misty

## Episodios
| Temporada | Temporada | Episodios | Episodios | Emisión original      | Emisión original   |
| Temporada | Temporada | Episodios | Episodios | Primera emisión       | Última emisión     |
| --------- | --------- | --------- | --------- | --------------------- | ------------------ |
|           | 1         | 10        | 10        | 7 de febrero de 2021  | 23 de mayo de 2021 |
|           | 2         | 18        | 18        | 10 de octubre de 2021 | 15 de mayo de 2022 |
|           | 3         | 18        | 18        | 2 de octubre de 2022  | 21 de mayo de 2023 |
|           | 4         | 10        | 10        | 18 de febrero de 2024 | 19 de mayo de 2024 |
|           | 5         | 18        | 18        | 20 de octubre de 2024 | 4 de mayo de 2025  |

## Producción

### Desarrollo
En noviembre de 2019, CBS anunció que está desarrollando un reinicio con Queen Latifah interpretando el papel principal, con Andrew W. Marlowe y Terri Edda Miller como productores ejecutivos. El 27 de enero de 2020, CBS ordenó la producción del piloto para la nueva versión. Las compañías de producción involucradas con el piloto incluyen a Flavor Unit, Davis Entertainment, Martin Chase Productions, CBS Television Studios y Universal Television. El 8 de mayo de 2020, CBS había ordenado la producción de la serie. El 3 de diciembre de 2020, CBS anunció que la serie se estrenaría el 7 de febrero de 2021 después de Super Bowl LV. El 9 de marzo de 2021, CBS renovó la serie para una segunda temporada, que se estrenó el 10 de octubre de 2021. El 1 de mayo de 2022, Terri Edda Miller y Andrew W. Marlowe abandonaron su puesto de showrunners y fueron sustituidos por Joseph C. Wilson y Adam Glass.
El 5 de mayo de 2022, CBS renovó la serie para una tercera y cuarta temporada. La tercera temporada se estrenó el 2 de octubre de 2022. La cuarta temporada se estrenó el 18 de febrero de 2024. El 25 de abril de 2024, CBS renovó la serie para una quinta temporada. La quinta temporada se estrenó el 20 de octubre de 2024. El 2 de mayo de 2025, CBS canceló la serie tras cinco temporadas.

### Casting
En febrero de 2020, se anunció que Liza Lapira y Lorraine Toussaint se habían unido al elenco principal para el piloto. En marzo de 2020, se anunció que Tory Kittles se unió al elenco principal de la serie. En mayo de 2020, se anunció que Chris Noth se había unido al elenco principal de la serie. En noviembre de 2020, se anunció que Adam Goldberg se había unido al elenco principal de la serie. El 21 de diciembre de 2021, CBS y Universal Television anunciaron que Noth había sido despedido de la serie tras las acusaciones de agresión sexual presentadas contra él. Su última aparición fue en el episodio «Separated» de la segunda temporada. El 20 de septiembre de 2022, se anunció que Donal Logue y Gloria Reuben se unían al elenco para la tercera temporada.

### Rodaje
El rodaje del piloto se llevó a cabo en Nueva York, en marzo de 2020, sin embargo una semana después la producción se retrasó como resultado directo de la pandemia por COVID-19. El 9 de febrero de 2021, se informó de que la producción se había suspendido temporalmente debido a una prueba positiva por COVID-19.
El rodaje de la serie ha tenido lugar en varios lugares del norte de Nueva Jersey, como Paterson, Newark y Jersey City. Las tomas exteriores de una casa de Jersey City se utilizan para la residencia de Robyn McCall.

## Lanzamiento

### Marketing
El 19 de mayo de 2020, CBS lanzó un teaser tráiler de 30 segundos de la serie.

## Recepción

### Respuesta crítica
El sitio web del agregador de reseñas Rotten Tomatoes reportó una tasa de aprobación del 61%, basándose en 18 reseñas con una calificación media de 5,70/10. El consenso crítico dice: «Queen Latifah vuelve a la pequeña pantalla en pleno dominio de su oficio, si tan sólo los primeros episodios de The Equalizer, excesivamente diseñados, estuvieran a su nivel». En Metacritic, la temporada una calificación de 56 de 100, basándose en 13 reseñas, indicando «reseñas mixtas o medias».

### Audiencias
| Temporada | Horario (ET)                                                  | Episodios | Primera emisión       | Primera emisión      | Última emisión     | Última emisión       | Ranking | Prom. de espectadores (millones) |
| Temporada | Horario (ET)                                                  | Episodios | Fecha                 | Audiencia (millones) | Fecha              | Audiencia (millones) | Ranking | Prom. de espectadores (millones) |
| --------- | ------------------------------------------------------------- | --------- | --------------------- | -------------------- | ------------------ | -------------------- | ------- | -------------------------------- |
| 1         | domingo 8:00 p. m.                                            | 10        | 7 de febrero de 2021  | 20.40                | 23 de mayo de 2021 | 7.13                 | 4       | 12.07                            |
| 2         | domingo 8:00 p. m.                                            | 18        | 10 de octubre de 2021 | 7.67                 | 15 de mayo de 2022 | 6.84                 | 7       | 9.42                             |
| 3         | domingo 8:00 p. m.                                            | 18        | 2 de octubre de 2022  | 7.09                 | 21 de mayo de 2023 | 6.28                 | 11      | 8.38                             |
| 4         | domingo 8:00 p. m.                                            | 10        | 18 de febrero de 2024 | 6.46                 | 19 de mayo de 2024 | 6.36                 | 12      | 7.89                             |
| 5         | domingo 9:00 p. m. (eps. 1-7) domingo 10:00 p. m. (eps. 8-18) | 18        | 20 de octubre de 2024 | 4.61                 | 4 de mayo de 2025  | 4.19                 | —       | —                                |